# Bata Éva
Bata Éva (Kecskemét, 1987. február 9. –) magyar színésznő.

## Életpályája
A helyi Katona József Gimnáziumban érettségizett, tagja volt az iskola színjátszó körének. 2005–2009 között a Színház- és Filmművészeti Egyetem hallgatója, Marton László és Hegedűs D. Géza osztályában. 2009–2017 között a Vígszínház tagja volt. 2017-2024 között szabadúszó. 2024-től a Radnóti Színház tagja.

## Magánélete
Férje Bereczki Zoltán színművész. 2021 februárjában jelentették be, hogy közös gyermeküket várják. Kislányuk, Flóra 2021 augusztusában született.

## Színházi szerepei
- Tony Kushner: Angyalok Amerikában – Első rész: Küszöbön az ezredforduló – Harper Amaty Pitt | Martin Heller
- Dave Johns: Én, Daniel Blake – Sheila | Élelmiszerbankos | Nő | Rendőrnő
- Ray Bradbury: 451 Fahrenheit – Mrs. Hudson | Barbara (szerepátvétel)
- Tena Štivičić: 3tél – Alisa Kos
- Bartis Attila – Mikó Csaba: A vége – Selyem Adél | Nóra | Rúzsos nő
- Simon Longman: Rozsda, avagy minden vérünk benne szárad – Anna (Szkéné Színház, Manna Produkció)
- Franz Xaver Kroetz: A vágy – Mitzi, jelentéktelen harmincas
- Nina Raine: Nemek és igenek – Kitty (Centrál Színház)
- Ödön von Horváth: Kasimir és Karoline – Karoline (Centrál Színház)
- Alfred Döblin: Berlin, Alexanderplatz – szereplő (Katona József Színház)
- Csehov: Egyfelvonásos komédiák – szereplő (Aranytíz Kultúrház)
- Keserű Aszú – szereplő (Aranytíz Kultúrház – Hírős Gasztroszínház)
- Jean Pioret: Kellemes húsvéti ünnepeket! – Sophie (Játékszín)
- Bertolt Brecht – Moliere: Don Juan – Donna Elvira, Don Juan felesége (Pesti Színház)
- Dosztojevszkij: Bűn és bűnhődés – Dunya (Vígszínház)
- Mike Bartlett: Földrengés Londonban – Freya (Vígszínház)
- Antiutódisztópia – Az igazi szilveszteri kabaré – szereplő (Dumaszínház)
- Heinrich von Kleist: Amphitryon – Alkméné, Amphitryon felesége (Aquincumi Múzeum)
- Patrick Marber: Closer – Alice (011-Alkotócsoport)
- Vinnai Andrásné: A szerelem zsoldosai – szereplő (Dumaszínház)
- Hajdu Szabolcs: Ernelláék Farkaséknál – Ernella (Látókép Ensemble)
- Fejes Endre – Presser Gábor: Jó estét nyár, jó estét szerelem – Karácsony Nagy Zsuzsanna (Pesti Színház)
- Hunyady Sándor: Kártyázó asszonyok – szereplő (Pesti Színház)
- William Shakespeare: Vízkereszt vagy amit akartok – Mária, Olivia komornája (Pesti Színház)
- Davis Ives: Vénusz nercben – Vanda (Veszprémi Petőfi Színház)
- Heather Raffo: Fátyol nélkül – Layal (Vígszínház)
- Szép Ernő: Vőlegény – Kornél, Papa és Anya gyermeke (Pesti Színház)
- Ha majd egyszer mindenki visszajön… – szereplő (Vígszínház)

- Carlo Goldoni: Két úr szolgája – szereplő (Pesti Színház)
- Presser Gábor – Adamis Anna: Popfesztivál 40 – szereplő (Vígszínház)
- Titus Maccius Plautus: A hetvenkedő katona – Patrícia, athéni lány, aki Hajó-Vontághot szereti (Pesti Színház)
- DROSZT – Budapest – Éjszaka – Taxi – szereplő (011-Alkotócsoport)
- Georg Büchner: Danton halála – Lucille (Vígszínház)
- Horace McCoy: A lovakat lelövik, ugye? – Glória (Vígszínház)
- Davis Ives: Vénusz nercben – Vanda (Pesti Színház)
- Simon Stephens: Punk Rock – Cissy Franks (Pesti Színház)
- William Shakespeare: Rómeó és Júlia – Júlia (Vígszínház)
- Nina Raine: Billy világa – Sylvia (Pesti Színház)
- Szőcs Artur – Mátrai Diána: Rakott szesz – Sánta Rozi (Színház- és Filmművészeti Egyetem)
- Csehov: Ványa bácsi – Szofja Alekszandrovna, Szerebrjakov lánya (Vígszínház)
- Period… – szereplő (Vígszínház)
- Joseph Stein – Jerry Block – Sheldon Harnick: Hegedűs a háztetőn – Chava (Vígszínház)
- Simona Semenič: 5boys.si – szereplő (Merlin Színház)
- Molnár Ferenc: Egy, kettő, három / Az ibolya – Lind kisasszony (Pesti Színház)
- Giovanni Boccaccio: Dekameron – szereplő (Színház- és Filmművészeti Egyetem)
- Térey János: Asztalizene – Delfin, szoprán, az Operaház magánénekesnője (Színház- és Filmművészeti Egyetem)
- Miloš Orson Štědroň: A nő vágya – Denis Baudu (Pesti Színház)
- Bartis Attila: Romlás – Lázár Ágnes, modell (Vígszínház)
- Carlo Goldoni: A chioggiai csetepaté – Checca, Libera másik húga (Pesti Színház)
- Carlos Murillo: Dark play – Molly (Rachel) (Vígszínház)
- William Shakespeare: Lír – Kent (Színház- és Filmművészeti Egyetem)
- Csehov: Sirály – Mása (Bárka Színház)
- Bertolt Brecht – Kurt Weill: Koldusopera – szereplő (Színház- és Filmművészeti Egyetem)
- Makszim Gorkij: Nyaralók – Varvara (Színház- és Filmművészeti Egyetem)
- Kornis Mihály: Körmagyar – Az édes kislány (Pesti Színház)
- Fáj – szereplő (Színház- és Filmművészeti Egyetem)

## Filmjei
- Veszettek (2015) – Veca
- Mindenből egy van (2016) – Bimbó Gabi
- Tiszta szívvel[12] (2016)
- A mi kis falunk (2017–2021) – Teca
- Testről és lélekről (2017) – Köves Jutka
- BÚÉK (2018) – Saci
- Segítség! Itthon vagyok! (2020) – Bea
- Ida regénye (2022) – Flóra
- Pepe (2023) – Mónika

## Díjai, elismerései
- Junior Prima díj (2010)
- Varsányi Irén-emlékgyűrű (2011)
- Soós Imre-díj (2012)
- Ajtay Andor-emlékdíj (2011, 2012)
- Ruttkai Éva-emlékgyűrű (2012)
- Érték-díj (2013)